# San Alberto Hurtado (métro de Santiago)
San Alberto Hurtado est une station de la Ligne 1 du métro de Santiago, dans le commune de Estación Central.

## Histoire
La station est ouverte depuis 1975. Cette station a été inaugurée avec le nom Pila del Ganso, en raison d'une fontaine ornementale disposée dans le floe central Alameda, rue à la hauteur de Toro Mozote, juste au-dessus de la station actuelle. Cette source avait l'image d'un enfant avec une oie et, selon la tradition populaire, il avait été amené de Lima dans le cadre du butin de guerre des troupes chiliennes après la guerre du Pacifique; mais en réalité, cette sculpture a été faite à l'École des Arts et Métiers (maintenant l'Université de Santiago, Chili).Cette statue avait essayé d'être volés en 1999, mais il a été abandonné dans un carré à proximité et stockés dans des entrepôts locaux pendant deux ans jusqu'à ce qu'il soit remplacé dans son emplacement d'origine. Le répertoire de Metro S.A. approuvé le 22 novembre 2005, le changement de nom au courant, répondant à la récente canonisation de San Alberto Hurtado, dont le sanctuaire et le siège du Hogar de Cristo sont près de la gare.

## Services aux voyageurs

### Accès et accueil
La station comprend trois accès dont deux sont équipés d'ascenseurs.